# Whitesboro, Texas
Whitesboro är en stad (city) i Grayson County i Texas. Vid 2020 års folkräkning hade Whitesboro 4 074 invånare.